# Castara

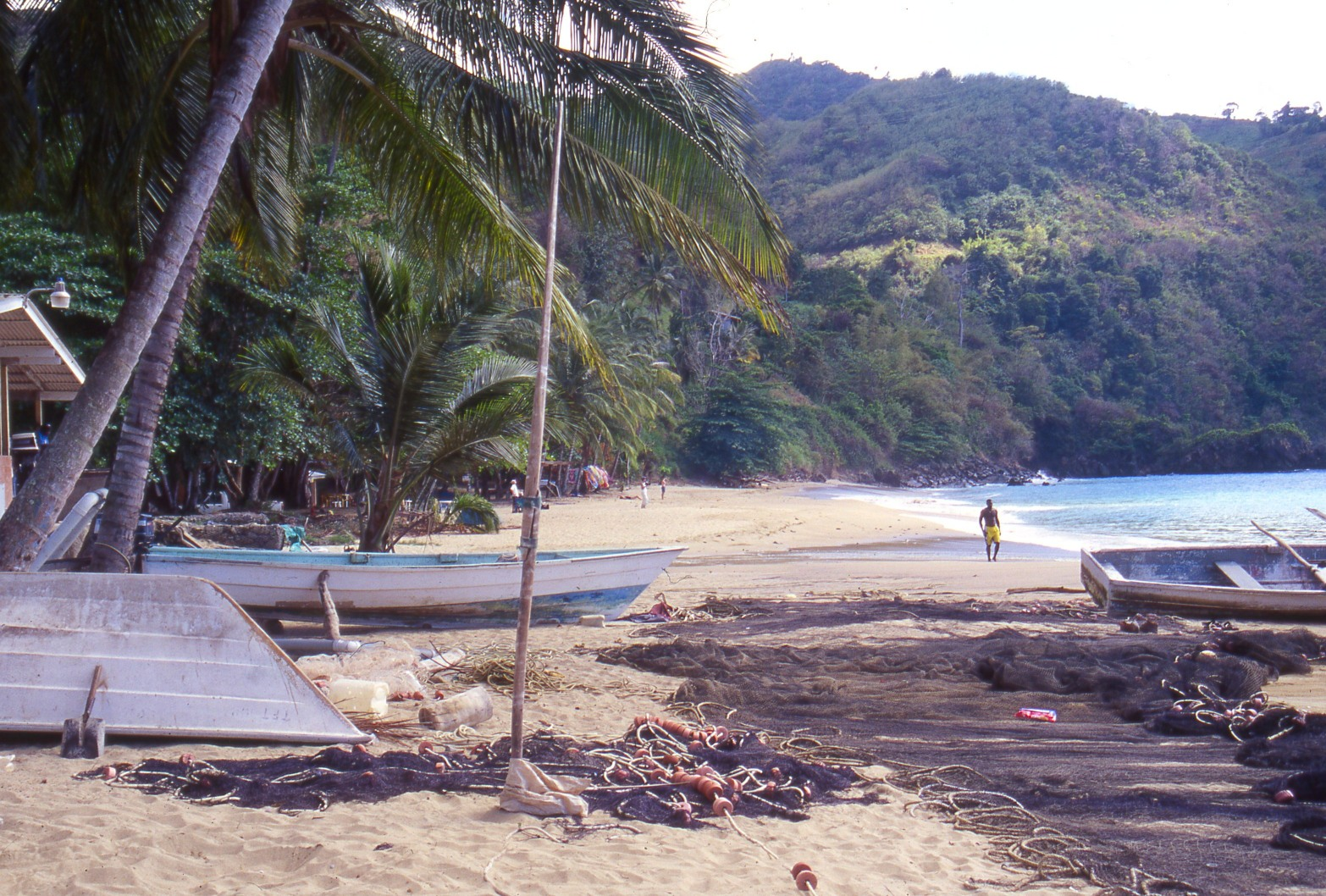
Der Strand von Castara, Blick von Osten (2005)

Castara ist eine Ortschaft im Norden der Insel Tobago im karibischen Inselstaat Trinidad und Tobago. Zur Volkszählung 2011 hatte sie 580 Einwohner.

## Geschichte
Der Name Castara stammt aus dem Arawak der Tobago ursprünglich besiedelnden Kariben und bedeutet „fallendes Wasser“, was auf einen in der Nähe befindlichen Wasserfall Bezug nimmt. Die kolonisierenden Engländer nannten das Gebiet zunächst Charles Bay; eine um 1870 herum gegründete Zuckerrohrplantage an der Stelle des heutigen Ortes wurde jedoch Castara genannt. 1838 wuchs die Plantage durch die Ansiedlung im Rahmen der Abschaffung der Sklaverei freigelassener Sklaven zu einem Ort an.
Arthur N. R. Robinson, ehemaliger Präsident und Premierminister von Trinidad und Tobago, ist in Castara aufgewachsen.

## Geographie
Castara liegt an der Castara Bay am Karibischen Meer. Die Northside Road verbindet den Ort  mit der südwestlich gelegenen Inselhauptstadt Scarborough und mit den östlich, ebenfalls an der Küste gelegenen Orten Parlatuvier und L’Anse Fourmi. Busse verkehren regelmäßig auf dieser Strecke. Der Castara River teilt Ort und Strand, letzteren in die beiden Strände Big Bay und Little Bay mit zusammen 2,4 km Länge.
Politisch gehört Castara zu zwei Wahlkreisen: Für die Wahl zum landesweiten Repräsentantenhaus zum Wahlkreis Western Tobago und für die Wahl zum Regionalparlament Tobago House of Assembly (THA) zum Wahlkreis Parlatuvier/L’Anse Fourmi/Speyside.

## Wirtschaft
Die Einwohner leben größtenteils von Fischfang und Agrarwirtschaft. Seit den 1990er-Jahren gewinnt der Tourismus zunehmend an Bedeutung. Mangels größerer Resorts spezialisiert sich der Ort auf Ökotourismus. Die Siedlung konzentriert sich auf einen schmalen Streifen entlang der Küstenstraße sowie der nach Osten einen Hügel hinaufführenden Straße nach Parlatuvier. Im Ort gibt es einige Gästehäuser, Restaurants und Läden. Im August wird ein großes Strandfest mit Musik und Essen vom Grill veranstaltet, die „Castara Fisherman Fete“.